# سالم أحمد حمدان
سالم أحمد حمدان (ولد في 1970) هو مواطن يمني، اعتقلته الولايات المتحدة الأمريكية أثناء الغزو الأمريكي لأفغانستان، وظل معتقلًا في معتقل غوانتانامو في كوبا منذ 2002 حتى نوفمبر 2008. كان معاونًا لأسامة بن لادن وسائقه الشخصي. كان أول متهم يحاكم في المحاكم العسكرية التي أنشئت من قبل وزارة الدفاع الأمريكية.
قُدِّم لمحكمة عسكرية أمريكية بتهمة «التآمر وتقديم دعم مادي للإرهاب»، وفي 2006 قام حمدان برفع دعوى قضائية ضد وزير الدفاع الأمريكي الأسبق رامسفيلد المعروفة بقضية حمدان ضد رامسفيلد، قضت المحكمة بأن اللجان العسكرية المُشكَّلة من قبل وزارة الدفاع الأمريكية كانت معيبة وغير دستورية. وبالرغم من ذلك استمر اعتقال حمدان في غوانتانامو.
بعد إقرار قانون اللجان العسكرية لعام 2006، عُرِضَ حمدان على المحكمة بداية من 21 يوليو 2008، وأُدين بتهمة «تقديم دعم مادي لتنظيم القاعدة»، ولكن برأته هيئة المحلفين من تهمة «الإرهاب والتآمر». حُكِمَ عليه بالسجن لمدة خمسة ونصف من قبل هيئة محلفين عسكرية، وذلك بعد أن أمضى في المعتقل أكثر من خمس سنوات ونصف. وبذلك يكون أن أكمل المدة، ولم يتبقى إلا شهر واحد.
في نوفمبر 2008 نقلت الولايات المتحدة حمدان إلى اليمن ليقضي بقية الشهر، وأُطلِقَ سراحه من قبل الحكومة هناك في 8 يناير 2009، وعاد للعيش مع أسرته في صنعاء، وفي 16 أكتوبر 2012 حكمت محكمة الاستئناف في واشنطن بعكس كل الأحكام السابقة، وبرأته من جميع التهم.
كان حمدان وناصر البحري موضوع الفيلم الوثائقي القسم (2010) الحائز على عدة جوائز.